# 338 Budrosa
338 Budrosa è un asteroide della fascia principale del diametro medio di circa 63,11 km. Scoperto nel 1892, presenta un'orbita caratterizzata da un semiasse maggiore pari a 2,9125174 UA e da un'eccentricità di 0,0202906, inclinata di 6,03793° rispetto all'eclittica.
L'origine del suo nome è sconosciuta.